# سعيد وسعيدة (مسلسل)
سعيد وسعيدة، مسلسل كوميدي عُماني. من بطولة صالح زعل وفخرية خميس.
انتج وعرض عام 1991، وقد عرض على تلفزيون عمان وتلفزيون الكويت.

## الفنانين المشاركين
- صالح زعل.
- فخرية خميس.
- سعود الدرمكي.
- أمينة عبد الرسول.
- سعد القبان .
- أمينه موسى .